# 帕格帕格
帕格帕格是他加禄语裡的一个用于专门指代从餐馆（通常是快餐店）的垃圾场、垃圾堆、垃圾箱中所获得的厨余，或是超市丢弃后在垃圾车中寻获的过期冷冻肉、鱼以及蔬菜等一系列食品废弃物的单词。这个词在他加禄语中的本义和字面意思是“抖落的灰尘或污垢”，从中衍生出在被人们所丢弃的剩饭剩菜中抖掉“污垢”，并回收可食用部分然后重新化之为食物的词义。一般来说，“帕格帕格”可以在从垃圾堆中被发现后不经任何处理地立即食用，也可在被收集之后集体出售，或是以各种方式重新煮制之后贩卖给穷人。
菲律宾的贫困阶级食用“帕格帕格”的行为被视为菲律宾极端贫困和巨大贫富差距导致的饥荒所造成的结果。事实上，在贫民窟中销售“帕格帕格”甚至成为了一项有利可图的业务。“帕格帕格”有时也被称为“batchoy”，源自同名的菲律宾菜。（“batchoy”的本义是一种汤食，但在用于指代这种用厨余再煮制的食物时，“batchoy”的烹制方式也可不尽相同，如油炸的“fried pagpag batchoy”）。而从事在垃圾中搜寻“帕格帕格”这一工作的人则被称为“mambabatchoy”。

## 食用过程
一般在从各类厨余垃圾中去除污垢和不可食用的部分后，就可在原地直接食用“帕格帕格”。 但它也可以被进一步加工烹饪，最常见的是在细分厨余的具体种类之后用热油煎炸之。菲律宾政治家和演员伊斯科·莫雷诺（Isko Moreno）在过去曾经常参与处理“帕格帕格”，并在经过油炸之后称其为“pagpag batsoy”。同时，一些以“帕格帕格”产业为生的小型家庭手工作坊也相继涌现，这些贫困人群以捡拾、收集、加工和出售烹制过的“帕格帕格”为生，并将其出售给其他同样有经济困难的贫困阶层。位于马尼拉汤都区的一家餐店的厨师甚至使用传统的菲律宾烹饪方式来煮制“帕格帕格”，其中的菜式包括“pagpag à la kaldereta”或“adobo”，主要食材则是来自快乐蜂和肯德基等以鸡肉为主的厨余混合物。

## 健康问题
食用“帕格帕格”可能会有包括摄入毒药、毒素和感染食源性疾病在内的风险。由于营养不良和甲型肝炎、伤寒、腹泻和霍乱等疾病的威胁，菲律宾国家反贫困委员会曾屡次警告切勿食用“帕格帕格”。 尽管如此，严峻的贫困问题使得大量贫民窟家庭只得通过食用“帕格帕格”维生。一位销售“帕格帕格”的商贩曾声称没有人因食用他出售的“帕格帕格”而死亡。 另一方面，由于长期食用“帕格帕格”可能会使免疫系统中产生了足够的抗体，故有些人不会因为食用“帕格帕格”而生病，但仍然有为数不少的孩子因食用“帕格帕格”而受到疾病的威胁。

## 解决方案
贫困和饥饿问题被认为与“帕格帕格”的传播和食用有关，而2008年的粮食价格危机也可能是菲律宾贫困加剧的原因。 国家统计协调委员会曾建议时任菲律宾总统贝尼尼奥·阿基诺三世政府采取有效政策以减少贫困。 社会福利和发展部部长Dinky Soliman则表示，政府一直在试图解决这个问题，并将通过喂养计划（英語：feeding programs）和有条件的现金补助来帮助穷人。2014年，社会气象站（英語：Social Weather Stations）进行的一项调查显示，菲律宾的国民饥饿率有所下降，但菲律宾工会大会-纳格凯萨（英語：the Trade Union Congress of the Philippines-Nagkaisa）则将饥饿的减少归因于“帕格帕格”的迅速传播。
零废弃管理被视为阻止“帕格帕格”食用传播的可行解决方案之一。

## 媒体披露
菲律宾的以“帕格帕格”为代表的极端饥饿元素文化已经成为了一种特色，被各种电视纪录片争相报道。2003年，纪录片《I-Witness of GMA Network》的“Basurero”（意为垃圾收集器）一集讲述了穷人从快餐店垃圾中收集剩菜并食用的故事。在上述剧情中，那些在垃圾中寻找食物残余的人被称为“magbabatchoy”，其名称源自菲律宾流行的一道菜“batchoy”。在2006年ABS-CBN的节目中，另一部纪录片《Probe》以“帕格帕格”为剧情特色，并介绍了食用它的健康风险。
在2012年CNN对“帕格帕格”进行了报道之后，菲律宾的贫困和饥饿问题引起了全世界的关注。此外，《圣地亚哥论坛报》（英語：the San Diego Tribune）还刊登了一篇关于巴雅塔斯的居民为庆祝教皇弗朗西斯访问菲律宾而准备“帕格帕格”的文章。2018年2月，BBC新闻发布了一部3分钟长的迷你纪录片，展示了“帕格帕格”的制作过程，制作团队跟随拍摄了一袋厨余废肉从垃圾堆到餐桌的整体过程。

## 其他词义
在通常意义上，“帕格帕格”（Pagpag）是指抖落灰尘或污垢的行为。它同时也可用于指代一种部分菲律宾人的迷信，即参加葬礼后，除非他们完成了“帕格帕格”，否则绝不能直接回家。遵守这种做法是为了避免亡者的灵魂附随到守灵者的家。